# Teratoppia uspiensis
Teratoppia uspiensis är en kvalsterart som beskrevs av Pérez-Íñigo och Baggio 1980. Teratoppia uspiensis ingår i släktet Teratoppia och familjen Teratoppiidae. Inga underarter finns listade i Catalogue of Life.